# Ion Creangă
Ion Creangă (n. 1 martie 1837, Humulești, Moldova – d. 31 decembrie 1889, Iași, România) a fost un scriitor, dascăl și diacon român. Figură principală a literaturii române din secolul al XIX-lea, este cunoscut pentru autobiografia Amintiri din copilărie, precum și pentru nuvelele și povestirile sale. Principala contribuție a lui Creangă la literatura fantastică și pentru copii include narațiuni structurate în jurul unor protagoniști eponimi (Ivan Turbincă, Dănilă Prepeleac, Stan Pățitul), precum și basme ce pictează tabloul valorilor autohtone (Povestea porcului, Capra cu trei iezi, Soacra cu trei nurori, Punguța cu doi bani, Fata babei și fata moșneagului). Considerate pe scară largă drept capodopere ale limbii și umorului românesc, scrierile sale ocupă o poziție de mijloc între o culegere din surse folclorice și o contribuție originală la un realism literar de inspirație rurală.
Alături de I.L.Caragiale, Ioan Slavici și Mihai Eminescu, Ion Creangă este considerat unul dintre cei patru mari clasici ai literaturii române.
Un preot ortodox român caterisit, cu un stil de viață neconvențional, Creangă a avut un impact timpuriu ca educator inovator și autor de manuale, în timp ce urma o scurtă carieră în politica naționalistă cu Fracțiunea Liberă și Independentă. Debutul său literar a venit târziu în viață, urmând îndeaproape începutul prieteniei sale strânse cu poetul național român Mihai Eminescu și afilierea lor comună cu influenta societate literară conservatoare Junimea. Deși văzut cu rezervă de mulți dintre colegii săi de acolo și apreciat în primul rând pentru înregistrările sale de tradiție orală, Creangă a contribuit la propagarea ghidurilor culturale ale grupului într-o formă accesibilă.
Lui Ion Creangă i s-au acordat postum mai multe onoruri și este comemorat de o serie de instituții atât din România, cât și din Moldova vecină. Printre acestea se numără clădirea Bojdeuca din Iași, care, în 1918, a fost deschisă ca prima casă memorială din România. Între descendenții săi direcți se numără Horia Creangă, unul dintre arhitecții români de frunte din perioada interbelică.

## Biografie

### Familia și alte informații generale
Ion Creangă s-a născut la Humulești în Principatul Moldovei, fost sat care de atunci a fost încorporat în orașul Târgu Neamț, fiul negustorului ortodox Ștefan a Petrei Ciubotariul și al soției sale Smaranda.  Zona sa natală, învecinată cu zone puternic împădurite, se afla la poalele Carpaților Orientali și era inclusă în ceea ce era atunci Principatul Moldovei. Populația regiunii înconjurătoare păstra un mod de viață arhaic, dominat de păstorit, producția de textile și ocupațiile conexe  și era remarcată pentru păstrarea formelor mai vechi de folclor local.  O altă caracteristică a zonei, care a lăsat o impresie asupra istoriei familiei lui Creangă, a fost legată de practica transhumanței și de legăturile dintre comunitățile etnice românești de pe ambele părți ale munților, în Moldova și Transilvania: pe partea sa maternă, scriitor descendent din țărani din Maramureș,  în timp ce, potrivit istoricului literar George Călinescu, originea tatălui său poate să fi fost mai la sud-vest, în Transilvania propriu-zisă.
Familia ajunsese într-o poziție semnificativă în cadrul comunității lor: Ștefan a Petrei făcuse un venit constant din comerțul său itinerant cu lână, în timp ce soția sa era descendentă a Creangășilor din Pipirig, o familie de lideri ai comunității. Printre membrii acesteia din urmă s-au numărat Mitropolitul Moldovei Iacob Stamati , precum și tatăl Smarandei, Vornic David, și unchiul ei Ciubuc Clopotarul, călugăr la Mănăstirea Neamț.  Mândră de această tradiție, ea a fost cea care a insistat ca fiul ei să urmeze o carieră în Biserică. Data nașterii lui Ion Creangă este incertă. El însuși afirmă în Fragment de biografie că s-ar fi născut la 1 martie 1837. O altă variantă o reprezintă data de 10 iunie 1839, conform unei mitrici (condici) de nou-născuți din Humulești, publicată de Gh. Ungureanu.
Imprecizia atinge și alte aspecte ale vieții sale de familie: observând conflictele de date rezultate, Călinescu a decis că nu este posibil ca cineva să știe dacă părinții scriitorului erau căsătoriți (și, dacă da, dacă sunt la prima căsătorie), nici câți copii au avut împreună cu exactitate. Afirmația acceptată de cercetători este - Creangă a mai avut încă șapte frați și surori: Zahei, Maria, Ecaterina, Ileana, Teodor, Vasile și Petre. Ultimii trei au murit în copilărie, iar Zahei, Maria și Ileana în 1919.

Într-o perioadă în care numele de familie nu erau obligatorii din punct de vedere legal, iar oamenii erau cunoscuți în primul rând prin diverse porecle și patronimice, băiatul era cunoscut comunității sub numele de Nică , un hipocorism format din Ion  sau, mai formal, ca Nică al lui Ștefan a Petrei . Nică de Ștefan de Petru”, ocazional Nic-a lui Ștefan a Petrei .

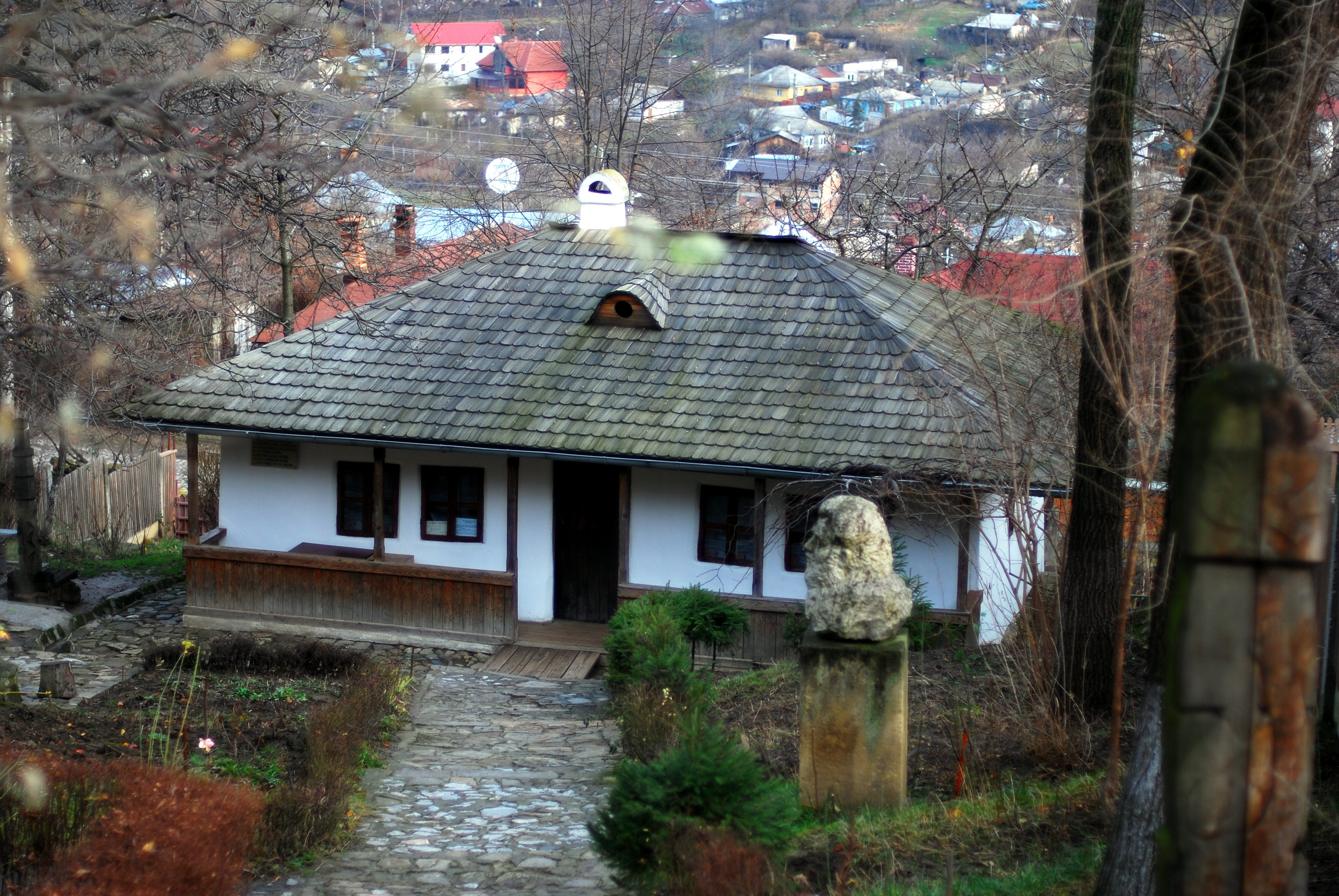
Bojdeuca lui Ion Creangă din Iaşi

### Copilărie, tinerețe și hirotonire
Tinerețea lui Creangă este bine cunoscută publicului larg prin prisma operei sale capitale Amintiri din copilărie. În 1847 începe școala de pe lângă biserica din satul natal. Fiu de țăran, este pregătit mai întâi de dascălul din sat, după care mama sa îl încredințează bunicului matern ("tatăl mamei, bunicu-meu David Creangă din Pipirig"), David Creangă, care-l duce pe valea Bistriței, la Broșteni, unde continuă școala. În 1853 este înscris la Școala Domnească de la Târgu Neamț sub numele Ștefănescu Ion, unde îl are ca profesor pe părintele Isaia Teodorescu (Popa Duhu). După dorința mamei, care voia să-l facă preot, este înscris la Școala catihetică din Fălticeni ("fabrica de popi"). Aici apare sub numele de Ion Creangă, nume pe care l-a păstrat tot restul vieții. După desființarea școlii din Fălticeni, este silit să plece la Iași, absolvind cursul inferior al Seminarului teologic "Veniamin Costachi" de la Socola.
S-a despărțit cu greu de viața țărănească, după cum mărturisește în Amintiri: 
„Dragi mi-erau tata și mama, frații și surorile și băieții satului, tovarășii mei de copilărie, cu cari, iarna, în zilele geroase, mă desfătam pe gheață și la săniuș, iar vara în zile frumoase de sărbători, cântând și chiuind, cutreieram dumbrăvile și luncile umbroase, țarinele cu holdele, câmpul cu florile și mândrele dealuri, de după care îmi zâmbeau zorile, în zburdalnica vârstă a tinereții! Asemenea, dragi mi-erau șezătorile, clăcile, horile și toate petrecerile din sat, la care luam parte cu cea mai mare însuflețire.”
Din 1855 până în 1859 urmează cursurile seminarului, iar apoi, luându-și atestatul, revine în satul natal. Se însoară mai târziu la Iași cu Ileana, fiica preotului Ioan Grigoriu de la biserica Patruzeci de sfinți din Iași, devenind diacon al acesteia (26 decembrie 1859).
La 19 decembrie 1860 se naște fiul său Constantin.
În 1864, Creangă intră la Școala preparandală vasiliană de la Trei Ierarhi, unde l-a avut profesor pe Titu Maiorescu. Acesta îl aprecia foarte mult și l-a numit învățător la Școala primară nr. 1 din Iași.
În 1866, participă la insurecția ce urmărea scoaterea Moldovei din Principatele Unite. Alexandru Ioan Cuza este silit să abdice, iar anti-unioniști moldoveni au găsit momentul prielnic pentru a acționa. Aceștia doreau să-l facă domn al Moldovei independente pe Nicolae Rosetti-Roznovanu. Mitropolitul Calinic i-a binecuvântat pe insurecționiști, a fost semnat actul de independență a Moldovei și, cu crucea în mână, a pornit în fruntea răsculaților. Printre răsculați, spune George Călinescu, se afla diaconul Ion Creangă, alături de prietenul său, diaconul Ienăchescu. Creangă ar fi îndemnat și el mulțimea cu talentul său oratoric. Autoritățile solicită sprijinul armatei. Creangă și ceilalți participanți au ridicat baricade pe Ulița Mare a Iașiului. Trupele primesc ordin și trag în anti-unioniști. Rămân în urmă 100 de morți. Răsculații fără arme de foc fug pe unde apucă, inclusiv Creangă și Ienăchescu, care, după cum arată Călinescu, se ascund într-o pivniță cu vinuri și se consolează punându-se pe băut.
După ce timp de 12 ani este dascăl și diacon la diferite biserici din Iași, este exclus definitiv din rândurile clerului (10 octombrie 1872), deoarece și-a părăsit nevasta, a tras cu pușca în ciorile care murdăreau Biserica Golia și s-a tuns ca un mirean, lucruri considerate incompatibile cu statutul de diacon. (În 1993, el a fost reprimit post-mortem în rândurile clerului.)  Ca urmare a excluderii din cler, ministrul Tell îl destituie și din postul de institutor, însă venirea lui Titu Maiorescu la minister contribuie la renumirea sa pe acest post.  A colaborat la elaborarea a patru manuale școlare, între care și un „Abecedar” (1868).

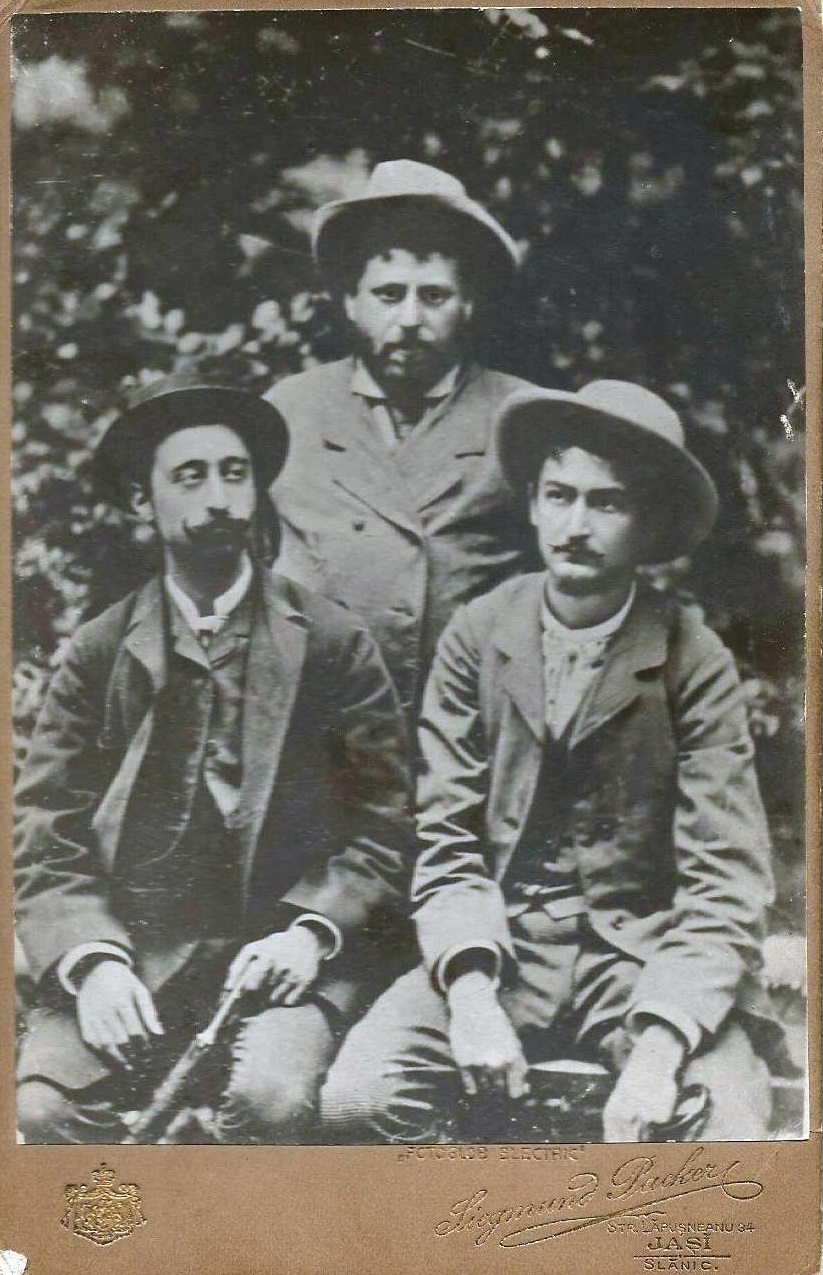
A. C. Cuza (stânga), Ion Creangă (centru) și N. A. Bogdan

În 1873 se încheie procesul său de divorț, copilul său de 12 ani fiindu-i dat în îngrijire. A căutat o casă în care să se mute, alegând o locuință în mahalaua Țicău (bojdeuca).
În 1875, îl cunoaște pe Mihai Eminescu, atunci revizor școlar la Iași și Vaslui, cu care se împrietenește.  Între 1875 și 1883, la îndemnul poetului, scrie cele mai importante opere ale sale.
Între 1883 și 1889 a fost bolnav de epilepsie și a suferit foarte mult la aflarea bolii și apoi a decesului lui Eminescu, și al Veronicăi Micle.
Ion Creangă moare pe data de 31 decembrie 1889, în casa sa din cartierul Țicău. Este înmormântat la 2 ianuarie 1890 la cimitirul Eternitatea din Iași.

### Urmași
Ion Creangă a avut un băiat, Constantin. Acesta (fost ofițer de carieră) avea să se căsătorească (1886) cu Olga Pătru, fiica unui comerciant din Brăila. Cei doi au avut patru copii, Laetitia, Horia, Silvia si Ion (Ionel). Cei doi nepoți ai lui Creangă, Horia Creangă și Ion Creangă, aveau sa devină arhitecți renumiți ai perioadei interbelice.

## Opera

### Context cultural
Impactul operei lui Ion Creangă în contextul său cultural a fost asigurat inițial de Junimea. Căutând să revitalizeze literatura română prin recuperarea autenticității și reacționând împotriva acelor importuri culturale pe care le considera excesive, grupul a încurajat în special creativitatea individuală în rândul țăranilor. Reflectând asupra rolului lui Maiorescu în proces, George Călinescu scria: „Un salon literar în care meritul personal să fie în prim-plan nu a existat [înainte de Junimea] și, dacă Creangă s-ar fi născut cu două decenii mai devreme, nu ar fi fost capabil să prezinte oricui „materialul său țărănesc”. Convocarea creativității clasei țărănești și punerea ei în contact direct cu aristocrații este opera Junimii.” Colegul de generație (și istoricul literar) Tudor Vianu a emis un verdict similar, comentând: „Junimea este ea însăși... o societate aristocratică. Cu toate acestea, prin Junimea a ieșit la suprafață primul gest de transmitere a unei direcții literare unor scriitori de origine rurală: un fenomen de mare importanță, a cărui neglijare ar face inexplicabilă întreaga dezvoltare ulterioară a literaturii noastre.” Referindu-se și la poziționarea culturală în interiorul și în afara grupului, Carmen-Maria Mecu și Nicolae Mecu au luat acceptarea „țăranilor alfabetizați” precum Creangă ca dovadă exemplară a „diversității” și „toleranței” junimiste.
Maiorescu se știe că a avut multă apreciere pentru Creangă și pentru alți scriitori de origine țărănească, precum Ion Popovici-Bănățeanu și Ioan Slavici. Târziu în viață, el a folosit această conexiune pentru a contesta acuzațiile de elitism junimist în fața criticilor din partea tradiționaliștilor mai populiști. Cu toate acestea, membrii Junimea în general l-au găsit pe Creangă mai degrabă un divertisment decât un scriitor serios și l-au prețuit doar în măsura în care le-a ilustrat teoriile despre validitatea literaturii rurale ca sursă de inspirație pentru autorii cultivați. Prin urmare, Iacob Negruzzi în mod simpatic, dar controversat, s-a referit la prietenul său drept „un talent primitiv și nepoliticos”. Textele critice ale lui Maiorescu oferă, de asemenea, puțină acoperire individuală a contribuțiilor lui Creangă, probabil pentru că acestea nu au reușit să respecte întocmai stratificarea sa a operelor literare în poporane („populare”, adică anonime sau colective) și altfel. Teoria lui Tudor Vianu îl definește pe Creangă drept un prim reprezentant al orientărilor „realismului popular” (așa cum a recomandat sporadic însuși decanul junimist), avertizând însă că exemplul lui Creangă nu a fost niciodată menționat într-un asemenea context de către Maiorescu personal.
Deși ocazional și-a minimalizat propria contribuție la literatură, Creangă însuși era conștient de faptul că textele sale treceau dincolo de înregistrările tradiției populare și depunea eforturi semnificative pentru a fi recunoscut ca autor original (prin corespondență cu colegii scriitori și trimiterea de bunăvoie a cărților sale spre examinare critică). Vianu a comentat pe larg relația exactă dintre narațiunea împrumutată din tradiția orală și metoda „oarecum pe furiș” a lui Creangă de a-și îmbina propriul stil în standardul folcloric, asemănând-o cu procesul istoric prin care pictorii locali improvizau peste canoanele stricte ale artei bizantine. Preluarea complexă a individualității și a artei de a scrie a lui Creangă a fost atestată de propria sa prefață la o ediție a poveștilor sale adunate, în care se adresa direct cititorului: „Iubite cetitoriu, multe prostii oi fi cetit de când ești. Cetește, rogu-te, și ceste și, unde-i vedea că nu-ți vin la socoteală, ie pană în mână și dă și tu altceva mai bun la ivală, că eu atâta m-am priceput și atâta am făcut."
O excepție în rândul promotorilor Junimea a fost Eminescu, el însuși remarcat pentru că a exprimat o perspectivă socială disidentă care reflecta doar parțial interpretarea conservatorismului lui Maiorescu. Potrivit istoricului Lucian Boia, „țăranul moldovean autentic” care a fost Creangă a completat și țărănimea „mai metafizică ” a lui Eminescu. În mod similar, Z. Ornea observă că poetul a folosit pozițiile lui Creangă pentru a ilustra propria sa interpretare etnonaționalistă asupra culturii românești și, în special, afirmația sa că autenticitatea rurală stă ascunsă de un „strat suprapus” de minorități etnice urbanizate. Criticii secolului XX l-au descris pe Creangă drept una dintre cele mai realizate figuri ale generației sale și un exponent de frunte al literaturii junimiste. Acest verdict se regăsește în mai multe dintre textele lui Vianu, care îl susțin pe Creangă ca pe un mare exponent al literaturii generației sale, comparabil cu colegii de la Junimea Eminescu, Slavici și Ion Luca Caragiale. Această viziune completează definiția lui George Călinescu, plasând autorul moldovean în compania lui Slavici și Caragiale drept unul dintre „marii prozatori” ai anilor 1880. Lucian Boia, care a remarcat că „triada clasicilor români” îl include pe Creangă alături de Eminescu și Caragiale, a avertizat și el că, în comparație cu ceilalți doi (cu care „românii au spus aproape tot ce este de spus despre ei înșiși”), Creangă are „un registru destul de limitat”.
Comparația frecventă dintre Creangă și Caragiale, în special, este văzută de Vianu ca provenind atât din „mijloacele stilistice cu amplitudine” comune, cât și din pozițiile lor complementare în relațiile cu două fenomene suprapuse, cu descrierea de către Caragiale a micii burghezii ca fiind echivalentul grosier al interesului lui Creangă pentru țărănime. Același paralelism este explicat de Ornea ca o consecință a concepției sociale a celor doi autori: „[Lucrările lor] au cimentat estetic portretizarea a două lumi. A lui Creangă este lumea țărănească, a lui Caragiale cea suburbană și cea urbană. Două lumi care reprezintă, de fapt, doi pași caracteristici și două modele sociopolitice în evoluția structurilor românești care... se confruntau într-un proces care avea să se dovedească ulterior decisiv.” Potrivit aceluiași comentator, cei doi plus Eminescu sunt marii scriitori ai generației lor, cu Slavici ca unul „în succesiunea lor imediată”. Deși enumeră ceea ce el crede că sunt elemente care leagă lucrările lui Creangă și Caragiale, alți critici au descris drept ciudat faptul că cei doi nu par să se fi menționat niciodată unul pe celălalt și au subliniat că, deși nu imposibilă, o întâlnire directă între ei nu a fost niciodată înregistrată în surse.

### Stilul și limbajul narativ
Evidențiind recurgerea lui Ion Creangă la particularitățile regionalismelor și arhaismelor moldovenești, acumularea lor făcând opera lui Creangă foarte dificil de tradus, George Călinescu a reacționat împotriva afirmațiilor conform cărora narațiunile reflectau modele antice. El a concluzionat că, de fapt, limbajul scris al lui Creangă era echivalentul unui „muzeu glosologic”, și chiar a contrastat cu limbajul cotidian mai modern al scriitorului. De asemenea, se discută despre impresia că opera lui Creangă ar trebui citită cu accent moldovenesc, remarcată pentru „moliciunea sunetului” în raport cu fonologia standard românească, Călinescu avertizând împotriva exagerărilor interpretative, susținând că textele actuale oferă doar sugestii slabe de pronunție regională. Contrastând pe Creangă cu tradițiile literaturii produse de munteni în ceea ce a devenit limba literară standard, Călinescu a susținut și el în favoarea unei diferențe de mentalitate: „echilibrul” evidențiat de vorbirea moldovenească și ilustrat în scrierile lui Ion Creangă este contrastat de „decolorarea și rugozitatea” „valahismului”. De asemenea, a criticat acele concepții conform cărora varianta lui Creangă a limbajului literar era „frumoasă”, întrucât nu a reușit să „mulțumească pe toată lumea pe temeiul unei frumuseți acustice” și întrucât cititorii din afara zonei natale a scriitorului se puteau confrunta „cu o oarecare iritare.” Pentru Călinescu, rezultatul manifestă totuși „o capacitate enormă de vorbire autentică”, întâlnită și în operele lui Caragiale și, în al XX-lea, la Mihail Sadoveanu. Potrivit aceluiași comentator, intervențiile dialectice au format un fundal pentru un vocabular viu, un tip „ermetic” de „argou”, care conținea „dublu sens hilar și onomatopee indecentă”, trecând de la „frumusețe erudită” la „râs obscen”. Unele dintre expresiile caracteristice stilului lui Creangă sunt obscure ca semnificație, iar altele, precum „seceta a făcut să țipe șarpele în gura broaștei” par spontane și fără sens. O altă trăsătură specifică a acestui limbaj, comentată de Vianu și comparată de acesta cu estetica clasicismului, e că acesta vede o mare parte din proza lui Creangă pusă la un metru poetic discret.
Recursul la schemele literaturii orale a ajuns în scrierile sale, unde a devenit o trăsătură definitorie. Ca parte a acestui proces, Călinescu a apreciat: „Creangă acționează ca toate personajele sale pe rând, căci poveștile sale sunt aproape în întregime rostite... Când Creangă povestește, compoziția nu este extraordinară, dar odată ce eroii lui încep să vorbească, gesticularea și formularea ating o înălțime în povestirea tipică.”  Potrivit criticului, descoperirea acestei noțiuni „fundamentale” despre opera lui Creangă a fost meritul istoricului literar și redactor al Vieții Românești Garabet Ibrăileanu, care a menționat-o ca principală dovadă a apartenenței la realism. Modul distinctiv de caracterizare prin „dialoguri realiste” este privit de Vianu ca o intervenție extrem de personală și un indicator al originalității scriitorului moldovean. Atât Vianu, cât și Călinescu au discutat despre această trăsătură, împreună cu tehnica transmiterii narațiunii subiective între răspunsurile personajelor, ca creând alte puncte de apropiere între Creangă și omologul său Caragiale. Replicând parțial pe hârtie esența adunărilor sociale, Ion Creangă a încercat adesea să transpună în scris efectele particulare ale povestirii orale. Printre aceste atingeri caracteristice s-au numărat interogațiile adresate cititorilor ca ascultători imaginari și pauzele pentru efect cu ajutorul vizual al punctelor de suspensie. De asemenea, el și-a întrerupt adesea narațiunile cu ilustrații concise ale părerii sale, adesea sub formă de versuri, și de obicei introdusă de vorba ceea.  Un exemplu în acest sens conectează noțiunile de abundență și satisfacție personală:
De plăcinte râde gura,
De vărzare și mai tare.
În alte cazuri, ghicitorile scurte se referă la teme mai mari, cum ar fi justificarea divină pentru averea aparentă:
Dă-mi, Doamne, ce n-am avut,
Să mă mir ce m-a găsit.

### Privire de ansamblu asupra operei

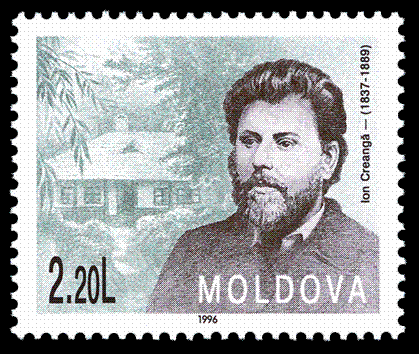
Portretul lui Ion Creangă pe o marcă poștală, cu valoarea nominală de 2,20 lei moldovenești din Republica Moldova.

În primul volum postum sunt publicate basmele. Culese din gura poporului de către un povestitor care însuși crescuse în mijlocul lumii din sate, ele au un farmec deosebit, au expresiuni, construcții și gândiri ciudate care se vor personifica în Ivan Turbincă. În aceasta din urmă regăsim tema din Toderică, povestirea lui Costache Negruzzi. Aici Dumnezeu blagoslovește turbinca lui Ivan ca să intre într-însa cine o vrea Ivan și fără voia lui să nu poată ieși.
A doua categorie de lucrări a lui Creangă o formează anecdotele, povestiri cu dezvoltări lungi, cu o intrigă bine condusă și cu subiecte cel mai adesea din istoria contemporană lui. În "Cinci pâini" aflăm o satiră la adresa judecătorilor și avocaților, pe care îi numește "ciorogari, porecliți și apărători"; această povestire demonstrează că, pe lângă umor, Creangă se pricepea și la matematică. În două povestiri de acest tip aflăm despre o persoană istorică interesantă. Ion Roată, unul dintre deputații țărani în divanul ad-hoc. Cea intitulată "Ion Roată și Unirea" (Arhivat în 30 august 2006, la Wayback Machine.) este o glumă cu multă finețe satirică la adresa stratului conducător al țării, care nu voiește a recunoaște drepturile țărănimii.
Pe când se discutau punctele programului partidului unionist prin toate cercurile sociale din Moldova, mai mulți boieri, membri ai partidului, cheamă pe deputații țărani ca să le explice programa și în special chestiunea „Unirii”. Toți țăranii păreau convinși de argumentele boierilor afară de Moș Ion Roată.
În cele din urmă unul din boieri îl invită să ridice singur o piatră mare ce se afla în grădină. Neputând s-o facă singur, Roată e ajutat de ceilalți țărani. "Acum ai înțeles", întreabă boierul. Roată răspunde: Am înțeles așa, că până acum noi țăranii am dus fiecare câte o piatră mai mare sau mai mică pe umere, însă acum suntem chemați a purta împreună tot noi, opinca, o stâncă pe umerele noastre.
Prima parte a operei lui Creangă o formează, precum am văzut, mai mult reproducerea producțiunilor poporane. Ne-am înșela însă dacă l-am socoti ca un culegător de folclor: trebuie să-l privim ca pe unul ce a trăit la țară, a supt oarecum sucul acestei literaturi poporane și apoi a dat drum liber fanteziei sale. De aceea basmele și poveștile lui, deși înfățișează în mod admirabil spiritul poporului de la țară, pun însă în evidență însușirile lui literare proprii.
O altă față, mai puțin cunoscută, a lui Creangă este cea a poveștilor licențioase: Povestea poveștilor.

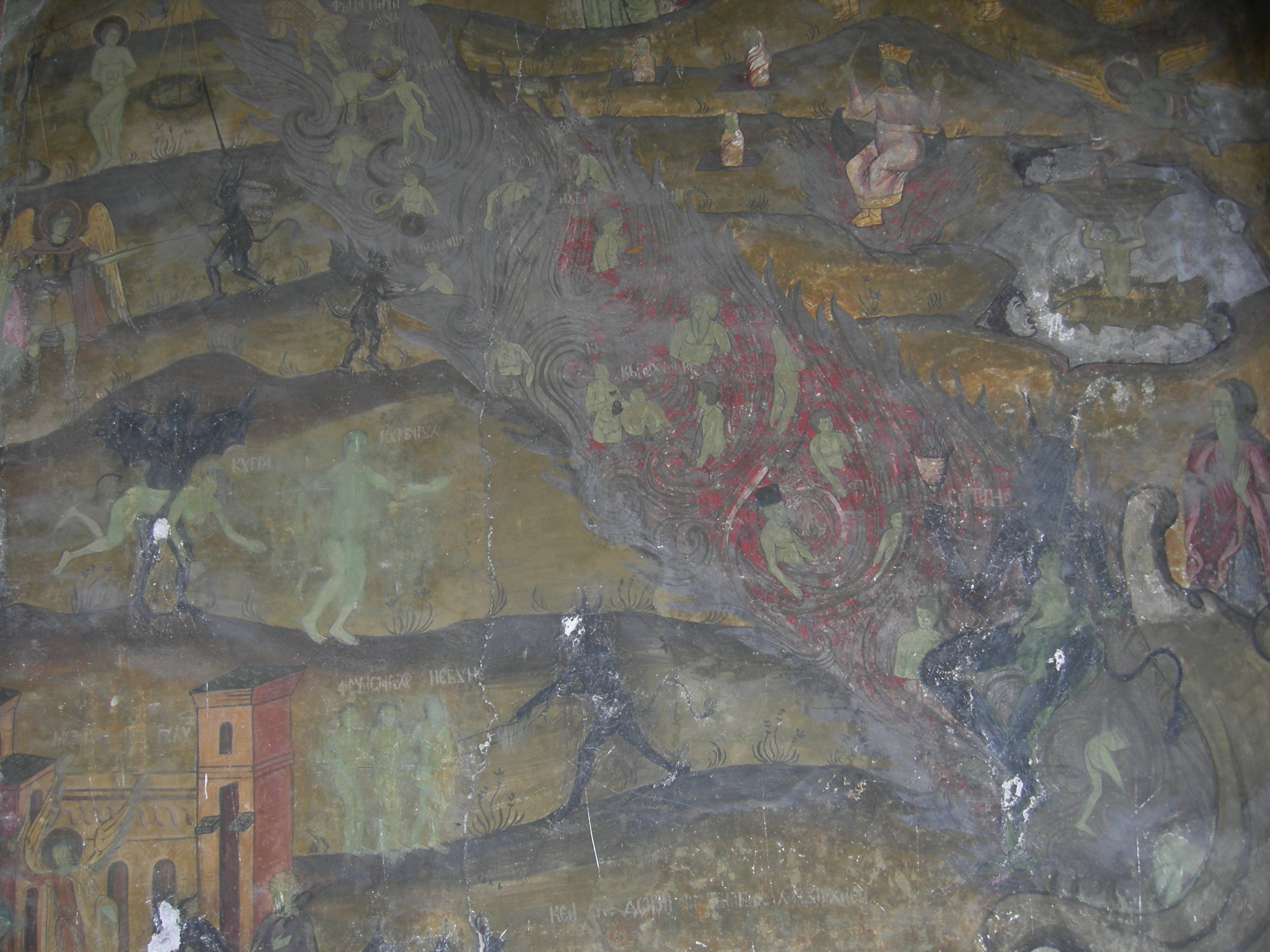
Reprezentare a iadului într-o pictură murală ortodoxă românească din secolul al XVIII-lea (Biserica Sfântul Elefterie Vechi, București)

### Amintirile din copilărie
Amintirile din copilărie reprezintă partea cea mai personală a operei lui Creangă. Acestea i-au stabilit reputația de mare prozator. Într-adevăr, alcătuirea meșteșugită a frazei, în care se vede totuși tonul poporan, - scoaterea la iveală a multor provincialisme cu o putere de expresie deosebită, vivacitatea narațiunii și sinceritatea cu care povestește cele mai intime detalii ale vieții lui de copil, toate acestea fac din opera lui Creangă una din cele mai însemnate opere ale literaturii române.

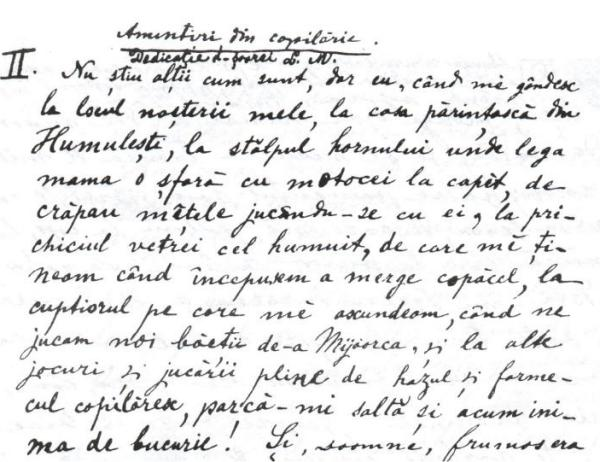
A doua parte a Amintirilor din copilărie sub formă de manuscris, paragrafe introductive. Facsimil, originalul se află la Muzeul Literaturii Române.

### Moș Nichifor Coțcariulși „corozivii”
Privită de criticul român Radu Voinescu ca o anecdotă extinsă, nuvela Nichifor Coțcariul stabilește o legătură cu limbajul basmelor, fiind situată într-o epocă legendară și non-istorică. Detaliază seducția elaborată a unei tinere mirese evreiești de către un căruțar moldovenesc, pe ruta dintre Târgu Neamț și Piatra. Episodul, despre care textul însuși indică că este doar unul dintr-o serie de cuceriri ale lui Nichifor în rândul clientelor sale de sex feminin, evidențiază monologul pronunțat al seducătorului, care acoperă relatări despre căsătoria lui nefericită, aluzii despre naturalețea iubirii fizice și sugestii intimidante că lupii ar putea fi tentați să atace căruța (îndemnând-o pe tânără să caute refugiu în brațele lui). Comportamentul seducătorului, notează Constantinescu, prezintă o alternativă la tema bătrâneții ca timp al imobilizării: „bătrânul încă verde, glumețul care se bucură de escapadele sale amoroase, în timp ce le justifică prin firescul curs al vieții”. Nichifor se exprimă mai ales cu ajutorul zicalelor populare, pe care le amestecă dezinvolt cu observații personale despre situație. Contextul complotului este o consemnare a diferitelor superstiții, unele anticlericale sau antisemite: Nichifor își exprimă credința că preoții care trec în calea cuiva vor produce ghinion, precum și afirmația că apoticarii evrei vindeau „otrăvuri”.
Recepția lui Moș Nichifor Coțcariul de către Junimea a ilustrat ambivalența acestuia față de Creangă. Maiorescu a găsit textul „interesant în felul lui și decisiv românesc”, dar a cerut revistei Convorbiri Literare fie să-l modifice, fie să se abțină de la a-l publica. Acest lucru a fost completat de evaluarea ei însușită a autorului său: numind textul „un lucru copilăresc”, el i-a sugerat lui Maiorescu că sunt necesare revizuiri, afirmând „L-am scris mult, pentru că nu am avut timp să-l scriu scurt.” Dimpotrivă, posteritatea scriitorului s-a referit la aceasta ca fiind una dintre cele mai mari contribuții românești la gen: după George Călinescu, pătrunderea în gândurile lui Nichifor a avut ca rezultat transformarea scrisului în ansamblu în „prima mare novelă românească cu un erou stereotip”, în timp ce Voinescu a descris întreaga poveste drept „o adevărată capodoperă”.
Abordările narative ale lui Moș Nichifor Coțcariul s-au învecinat cu contribuțiile lui Creangă la literatura erotică, piese cunoscute colectiv sub numele de „corozive” și care au fost tratate de multă vreme cu discreție de către istoricii literari. În viziunea lui Călinescu, acest capitol din literatura lui Creangă a creat o altă legătură între scriitorul moldovean și tradiția renascentistă a lui Rabelais: „Toți rabelaisienii au pătruns adânc în tărâmul vulgarității”. Gustul pentru relatările emoționante a fost cultivat și de membrii Junimea, care și-au semnalat discret dorința de a auzi conținut mai explicit, cerându-i lui Creangă să povestească de pe „strada largă”. Produs al acestui context, Moș Nichifor Coțcariul însuși se spune că ar fi avut cel puțin o variantă sexual explicită, vehiculată oral.
Două povești cu conținut pornografic explicit supraviețuiesc ca mostre ale paternului erotic al lui Creangă: „Povestea lui Ionică nebunul” și „Povestea tuturor poveștilor” (cunoscută și sub numele de Povestea pulei , „Povestea cocoșului” sau „Povestea cocoșului”). Primul își arată eroul viclean întreținând relații sexuale cu fiica unui preot, trecând între proză și versuri pentru a descrie actul. „Povestea tuturor poveștilor”, care folosește amplu vorbirea vulgară, povestește cum un țăran lipsit de respect față de divinitate și-a transformat întreaga recoltă de porumb în organe genitale masculine, dar este capabil să obțină profit doar prin satisfacerea apetitului sexual al femeilor. Secțiunea finală, văzută de Gârbea ca o mostră de batjocuri anticlericale înregistrate de „caterisitul Creangă”, înfățișează violul unui preot de către un astfel de obiect sexual. Deși explicit, istoricul literar Alex. Ștefănescu  a susținut că textul „este rafinat și plin de farmec”. Deși le-a recunoscut pe ambii „corozivi” pentru „farmecul lor popular” în linia lui Rabelais și Geoffrey Chaucer, și observând că încă mai arată locul autorului ca „mare stilist”, Voinescu a semnalat și „foarte evident” al textelor. datorie la izvoarele folclorice. În definiția sa, Ion Creangă este „posibil singurul scriitor” care se bazează pe moștenirea „lucioaselor glume populare” întâlnită în „folclorul erotic” local. Cu toate acestea, potrivit criticului literar Mircea Iorgulescu, „Povestea tuturor poveștilor” se poate baza de fapt pe Parapilla, un pliant pornografic care circulă în italiană și franceză.

## Moștenire

### Moșie, familie și impact cultural timpuriu
La scurt timp după moartea lui Creangă, au început eforturile de a colecta scrierile lui manuscrise și versiunile actualizate ale lucrărilor sale tipărite. Acest proiect l-a implicat pe fiul său Constantin, alături de AD Xenopol, Grigore Alexandrescu și Eduard Gruber, acesta din urmă a obținând lucrările de la Tinca Vartic. Prima ediție a fost publicată în două volume, în 1890–1892, dar proiectul s-a oprit brusc din cauza nebuniei și morții lui Gruber. Ultima lucrare cunoscută a lui Creangă, fragmentul din Făt-frumos, fiul iepei, a fost publicată de Convorbiri Literare în 1898. Copiile Gruber au fost vândute unui dr. Mendel, iar doar o parte din ele au fost recuperate de exegeți, alături de diverse fragmente descoperite accidental la piața ieșeană, unde erau folosite pentru hârtie de împachetat. Colecția, structurată într-un întreg de folcloristul Gheorghe T. Kirileanu, a fost publicată la Editura Minerva în 1902 și 1906. În ciuda faptului că a fost menționată în memoriile mai multor junimiști de seamă, Creangă a avut cariera politică ficționalizată și satirizată de Iacob Negruzzi, care l-a transformat, ca Popa Smântână, într-un personaj al poemelor sale satirice Electorale. Același autor s-a referit la omologul său într-una dintre epigramele sale.
La scurt timp după moartea iubitului ei, Tinca Vartic s-a căsătorit cu un bărbat care locuia în aceeași zonă a Iașiului. Țintă a turismului organizat încă din 1890, casa ieșeană Bojdeuca a intrat totuși în paragină. A fost achiziționat în cele din urmă de un „Comitet Ion Creangă”, ai cărui membri a inclus pe Constantin Creangă, Kirileanu și politicianul ultranaționalist AC Cuza. A fost înființată ca prima dintre „casele memoriale” ale României la 15 aprilie 1918. Restaurată în același an și din nou în 1933–1934, adăpostește o parte importantă din obiectele personale ale lui Creangă și primul portret cunoscut al lui Creangă, pictat de contemporanul său V. Mușnețanu. În timp ce Constantin Creangă a avut o carieră de succes în Armata Română, unul dintre cei doi nepoți ai scriitorului, Horia Creangă, a devenit unul dintre celebrii arhitecți moderni ai perioadei interbelice, câștigându-și reputația reproiectând o mare parte din centrul Bucureștiului.
Popularitatea relatărilor lui Ion Creangă în afara contextului său regional și dialectal, împreună cu propria sa contribuție ca educator, au jucat un rol în evoluția românei standard, într-o nouă fază în care multe variații dialectale au fost încorporate în limba vorbită. Cărțile sale didactice Metodă nouă ... și Învățătoriul copiilor au trecut prin multe ediții la sfârșitul secolului al XIX-lea. Impactul lucrărilor sale a fost, de asemenea, un factor care a contribuit la păstrarea unui interes remarcat pentru subiectele rurale, o trăsătură definitorie ulterioară în literatura română modernă. Discutând despre „armonia stilistică”, despre care el credea că face o punte între toate mediile sociale și literare ale României, filosoful Mircea Eliade scria: „Românii îl consideră pe Ion Creangă un scriitor clasic aparținând epocii moderne. Opera sa poate fi citită și înțeleasă de întreaga gamă a claselor sociale, în toate provinciile țării noastre. În ciuda prezenței abundente a cuvintelor moldovenești, scrierile sale nu rămân străine pentru cititorii săi. Ce altă cultură europeană se poate mândri că are un scriitor clasic citit de toate categoriile de cititori?"  „Aplecarea tematică spre sat”(thematic grip of the village) a fost remarcată de academicianul american Harold Segel, care a investigat impactul acesteia asupra „unor dintre cele mai venerate nume din istoria literaturii române”, de la Creangă și Slavici până la romancierul interbelic Liviu Rebreanu.

### Începutul secolului al XX-lea și ecouri interbelice

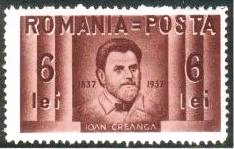
Ion Creangă, așa cum este ilustrat pe un timbru românesc din 1937

O evaluare mai amănunțită a literaturii lui Creangă a început după 1900. La vremea respectivă, ea a devenit un subiect de interes pentru tendința tradiționalistă și populistă emergentă, ilustrată de cele două rute care rivalizează cu Junimea: Sămănătorul de dreapta, condus de Nicolae Iorga, și poporaniștii de stânga, printre care se număra și Garabet Ibrăileanu. Noile ediții ale operelor sale au avut colaborarea intelectualilor sămănători Ilarie Chendi și Ștefan Octavian Iosif. Tudor Vianu a remarcat însă că, spre deosebire de viziunea lui Eminescu, „ruralismul autentic” al lui Creangă nu a completat „complicațiile spirituale”, perspectiva globală a clasei sociale și fundalul intelectual asociate acestor tendințe, făcându-l pe Creangă „cel mai puțin sămănătorist dintre scriitorii noștri”. Potrivit lui Ornea, Creangă nu are „nimic în comun” cu ideologia Sămănătorul în special: în timp ce grupul își împărtășea viziunea nostalgică asupra trecutului rural în contrast puternic cu lumea modernizată, autorul moldovean putea „menține, în mod inteligent, cale de mijloc între contrarii”. La fel, Mircea Braga a reacționat împotriva percepției lui Creangă ca anunțând o „serie” de autori, menționând că, pentru orice imitație, el a fost „un creator excepțional și, în ceea ce privește istoria literară românească, unic”.
Direct influențați de Creangă, câțiva autori de la începutul secolului XX și din perioada interbelică din noul curent tradiționalist au apărat în mod explicit moștenirea literaturii folclorice, spontane și necalificate: scriitorul țărănesc I. Dragoslav, ale cărui memorii împrumută elemente stilistice din relatările lui Creangă; Constantin Sandu-Aldea, agricultor de profesie, care s-a inspirat din tehnicile sale de redare a dialogului; și Ion Iovescu, pe care cercul literar Sburătorul l-a aclamat drept „un nou Creangă”, și care a folosit din plin un dialect muntean modernizat. La fel, activistul și autorul aromân Nicolae Constantin Batzaria, care și-a împărțit cariera între România și sudul Balcanilor, a îmbinat tehnicile de povestire ale lui Creangă cu tradițiile literaturii turce, în timp ce reelaborarea temelor folclorice regionale i-a adus intelectualului Constantin S. Nicolăescu-Plopșor reputația de „Creangă oltean”.  În decada 1910, folcloristul Tudor Pamfile a publicat o revistă de specialitate numită Ion Creangă în cinstea scriitorului. Diferitele lucrări ale lui Creangă au oferit și puncte de plecare pentru câțiva alți scriitori de diverse medii. Ele au inclus reprezentanți ai mișcării simboliste, precum Victor Eftimiu, care s-a inspirat din stilul narativ al lui Creangă în scrierea piesei sale fantastice și în versuri Înșir'te mărgărite. O altă astfel de autoare a fost poetul Elena Farago, a cărei poveste didactică pentru copii Într-un cuib de rândunică („În interiorul unui cuib de rândunică”) împrumută din „Inul și cămașa”.
Odată cu perioada interbelică și răspândirea literaturii moderniste, o nouă generație de critici, în special George Călinescu și Vladimir Streinu, și-au dedicat segmente importante din activitatea lor operelor lui Ion Creangă. Alte astfel de figuri au fost Șerban Cioculescu, a cărui contribuție încearcă să elucideze părțile mai misterioase ale vocabularului scriitorului și educatorul Dumitru Furtună, ale cărui studii biografice au constituit o sursă principală pentru cercetările ulterioare. Până atunci, interesul pentru viața și scrierile lui Creangă se diversificase. Acest fenomen a atins pentru prima dată teatrul românesc când II Mironescu a dramatizat o secțiune din Amintirile lui Creangă ca și Catiheții de la Humulești — o contribuție literară considerată „de prisos” de George Călinescu, care a remarcat că originalul era deja „dramatic” ca stil. Poveștile scriitorului au devenit o inspirație și pentru Alfred Mendelsohn și Alexandru Zirra, doi compozitori români care au lucrat în teatrul muzical pentru copii și care au adaptat, respectiv, „Harap Alb” și „Capra și cu trei iezi”. Creangă a fost și o prezență secundară în Mite și Bălăuca, două romane biografice centrate pe viața amoroasă a lui Eminescu, scrise de proeminentul critic interbelic Eugen Lovinescu, căruia Călinescu i-a reproșat că l-a ignorat în mare măsură pe Creangă în textele sale nonficționale. Scrierile lui Creangă au câștigat și adepți printre aripa mai radicală a scenei moderniste. Autenticitatea și originalitatea prozei lui Creangă au fost evidențiate și prețuite de influenta revistă locală modernistă Contimporanul, în special de cronicarii săi literari Ion Vinea și Benjamin Fondane. De asemenea, în timp ce se afilia formal la suprarealism, autorul de avangardă Ion Călugăru a contribuit cu diverse lucrări în proză care împrumută unele dintre tehnicile de povestire ale lui Creangă pentru a descrie viața comunităților evreiești românești din Moldova.
În etape, după Primul Război Mondial, scriitorul din secolul al XIX-lea a devenit mai cunoscut publicului internațional. În proces s-au produs traduceri în engleză, dintre care unele, a susținut Călinescu, au atins o popularitate semnificativă în rândul cititorilor britanici de literatură română. În schimb, scriitorul Paul Bailey a apreciat că variantele foloseau cuvinte învechite și „sunau groaznic” în engleză. Printre seria de versiuni timpurii în limba engleză a fost o ediție din 1920 a Amintirilor lui Creangă, tradusă de Lucy Byng și publicată de Marcu Beza. Tot în perioada interbelică Jean Boutière a publicat prima Monografie în limba franceză despre scriitorul român, inițial ca teză de doctorat pentru Universitatea din Paris.
În timp ce autorul lor a continuat să primească laude pentru principalele sale contribuții, poveștile erotice au fost cel mai adesea ținute ascunse de ochiul publicului. George Călinescu a rezumat acest contrast afirmând: „„Corozivile” lăsate de Creangă nu sunt cunoscute public”. O excepție de la această regulă a fost ediția Creangă al lui Kirileanu din 1938, publicată la Editura Fundațiilor Regale ca primă ediție critică a întregii sale literaturi. Potrivit criticului Adrian Solomon, tradiția românească de a reduce la tăcere limbajul obscen și literatura sexual explicită prin cenzură a făcut ca „Povestea tuturor poveștilor” să circule „mai degrabă ca un samizdat .„, care le-a lăsat scriitorilor „fără tradiție solidă de care să se bazeze și șanse mici prețioase de a se sustrage... moralei vigilente ale unui public strâmt.” Aspectele ale discursului public al lui Ion Creangă au fost totuși aprobate și recuperate de către extrema dreaptă a anilor 1920 și 30. Clericul ortodox de rang înalt Tit Simedrea s-a referit la Creangă ca un predecesor când, în 1937, și-a îndemnat congregația să se abțină de la achiziționarea de mărfuri vândute de evrei (o măsură despre care o considera o alternativă practică la evacuarea forțată a evreilor). În 1939, în cadrul unei campanii de presă care vizează opera lui Călinescu, jurnalul fascist Porunca Vremii l-a acuzat pe istoricul literar că a demascat biografia lui Creangă de dragul de a compromite „moldovenul genial” transformându-l într-un „epileptic caterisit și bețiv”.
Creangă a inspirat un tablou din 1920 al lui Octav Băncilă, care îl arată pe Creangă ascultându-l pe Eminescu citindu-i poeziile. Două busturi ale autorului au fost ridicate la Iași, respectiv la mormântul acestuia și, în 1932, în grădinile cartierului Copou. După 1943, o altă astfel de piesă a fost dezvelită în Grădinile Cișmigiu din București, ca parte a monumentului Rotunda Scriitorilor.

### Sub comunism

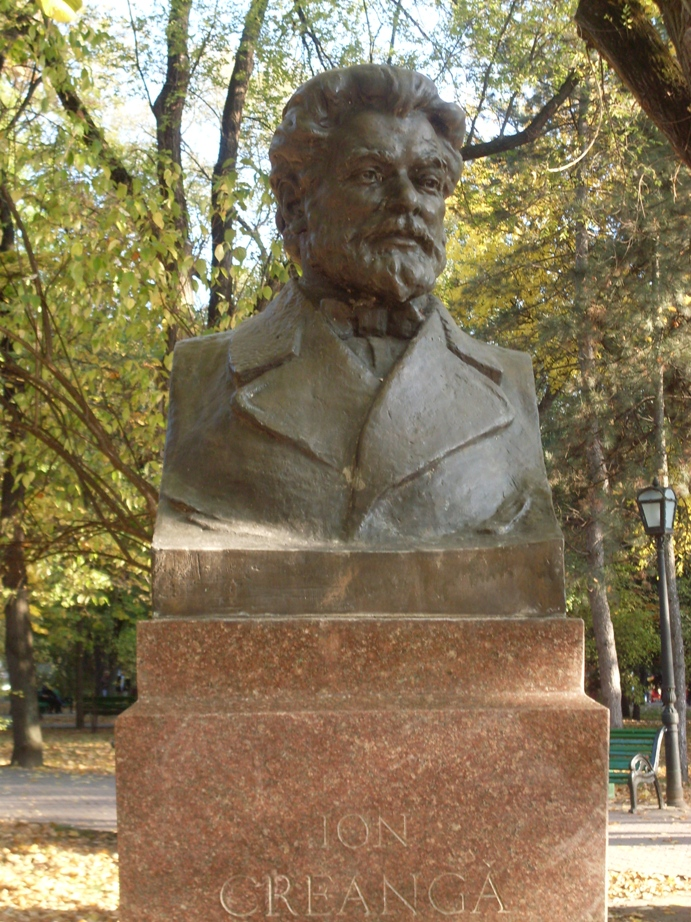
Bustul lui Ion Creangă realizat de către Lev Averbuh, 1957 (Aleea Clasicilor, Chișinău)

În perioada comunistă restrictivă a României, care a durat între 1948 și 1989, evaluarea critică a operei lui Ion Creangă a trecut prin mai multe perioade, completând evoluțiile politice. În prima parte a acestui interval, când realismul socialist a fost impus politic scrierilor române, Creangă a fost ferit de cenzura postumă care a afectat câțiva alți scriitori clasici. Opera sa a fost lăudată oficial pentru calitățile sale estetice, dar asocierea ei cu condamnata Junimea a fost omisă din comentariile critice, iar cititorii au fost în schimb referiți la Creangă ca la un critic realist al societății burgheze. În 1948, noile autorități i-au acordat calitatea de membru postum la Academia Română. În anul următor, în apogeul ocupației sovietice, criticul oficial Barbu Lăzăreanu l-a descris controversat pe Creangă drept un scriitor îndatorat folclorului rus.
Până în a doua jumătate a stăpânirii comuniste, au apărut câteva abordări noi în evaluarea critică a literaturii lui Creangă. Opera sa a devenit o temă principală de interes critic și unicul subiect al multor lucrări, până la punctul în care Nicolae Manolescu a apreciat că „despre Creangă s-a spus totul”. În cadrul acestui fenomen exegetic, filozoful Vasile Lovinescu a scris o interpretare originală a poveștilor sale dintr-o perspectivă ezoterică ca Creangă și Creanga de aur. În ultimele două decenii de comunism, sub Nicolae Ceaușescu, refacerea discursului naționalist în dogmă oficială a încurajat și nașterea protocronismului. Sub unul dintre aspectele sale, teoretizat de istoricul cultural Edgar Papu, această abordare a reevaluat controversat diverși scriitori români, inclusiv Creangă, prezentându-i drept figuri care au anticipat cele mai multe evoluții pe scena mondială. Concluzia lui Papu despre „Harap Alb”, prezentată într-un volum din 1983, îl descrie pe Creangă ca predecesor direct al semioticianului italian Umberto Eco și al celebrului său volum The Open Work —concluzie pe care istoricul literar Florin Mihăilescu a văzut-o drept o dovadă a „obsesiei exegetice” a lui Papu, lipsită de „simțul umorului, nu doar de simțul realității”.  Unul dintre discipolii lui Papu, ideologul național-comunist Dan Zamfirescu, a susținut că Creangă era egal sau chiar mai important decât clasicii mondiali Homer, William Shakespeare și Johann Wolfgang von Goethe, afirmând în același timp că protagonistul omonim din „Ivan Turbincă” stă ca „personajul care domină istoria lumii în secolul nostru”. Lăsate în afara domeniului acestui interes critic, „corozivele” au fost ascunse noilor cititori ai lui Creangă (precum Ediția din 1970 a lui Iorgu Iordan), fiind, potrivit unui eseu din 1976 al cărturarului George Munteanu, „încă de nepublicat” din lipsa „un nivel general de educație estetică” în rândul românilor.
Un al doilea muzeu dedicat în întregime scriitorului a fost deschis la casa sa din Târgu Neamț în 1951 și donat statului de către succesorii săi în 1965. În deceniile următoare se pare că a devenit cea mai vizitată casă memorială din România. Autoritățile au finanțat și un nou centru cultural, ridicat în imediata apropiere a orașului Bojdeuca în perioada 1984–1989. În 1965, la București a luat ființă Teatrul pentru Copii Ion Creangă - instituție de stat, iar activitatea sa ulterioară a inclus punerea în scenă a mai multor basme ale scriitorului pentru un public junior. Printre astfel de contribuții s-au numărat și două adaptări ale „Harap Alb”, în regia respectivă de Ion Lucian și Zoe Anghel Stanca. În 1983, autorul din Timișoara Șerban Foarță a finalizat și el lucrarea la o versiune scenică a lui „Ivan Turbincă”.
O nouă editură, Editura Ion Creangă, a fost creată ca principal editor de literatură pentru copii, iar producția ei a inclus ediții ale propriilor opere ale lui Creangă. Noile ediții au fost ilustrate de câțiva artiști plastici de seamă, printre care Corneliu Baba, Eugen Taru și Lívia Rusz, în timp ce „Harap Alb” a devenit un proiect al artistului de benzi desenate Sandu Florea, câștigându-i un premiu Eurocon. Un proiect major al vremii a implicat traducerile lui Creangă în alte limbi, inclusiv în maghiară (o contribuție celebrată a autorului maghiar-român András Sütő). În aceeași epocă, Creangă și poveștile sale au devenit pentru prima dată surse de inspirație pentru industria cinematografică românească. Printre primele s-au numărat două contribuții ale regizoarei Elisabeta Bostan, ambele lansate la începutul anilor 1960 și bazate pe Amintiri: Amintiri din copilărie (cu actorul copil Ion Bocancea în rolul tânărului Nică și Ștefan Ciubotărașu în rolul naratorului adult) și Pupăza din tei (concentrându-se pe povestea respectivă). În 1965, sărbătorit regizorul român Ion Popescu-Gopo a lansat De-aș fi Harap Alb, o adaptare liberă a „Harap Alb”, cu Florin Piersic în rolul principal. Popescu-Gopo a mai regizat filmul din 1976 Povestea dragostei, care s-a bazat pe „Povestea porcului” și filmul din 1985 „Rămășagul” care s-a bazat pe „Punguța cu 2 bani”. Seria include și filmul biografic al lui Nicolae Mărgineanu din 1989, Un bulgăre de humă, se concentrează pe prietenia dintre Creangă (interpretat de Dorel Vișan) și Eminescu (Adrian Pintea).
Moștenirea lui Ion Creangă a fost palpabilă și în Uniunea Sovietică și mai ales în RSS Moldovenească (care, ca secțiune mai mare a Basarabiei, făcuse parte din România Mare interbelică, iar ulterior devenise Moldova independentă). Inițial, scrierile sale, intitulate Povești moldovenești, au făcut parte din programa sovietică din Regiunea Autonomă Moldovenească (Transnistria). În urma ocupației sovietice a Basarabiei, Creangă a fost unul dintre scriitorii de limbă română ale căror lucrări erau încă permise publicării de către noile autorități. Aceasta a oferit contribuitorilor locali la literatura română contactul cu modele culturale mai vechi, inspirând direct piesele de proză experimentală sau postmodernă ale lui Vlad Ioviță și Leo Butnaru. Aprobarea imaginii publice a lui Creangă în cadrul RSS Moldovenești s-a reflectat și în artă: în 1958, bustul scriitorului, opera sculptorului Lev Averbuh, a fost repartizat pe Aleea Clasicilor din Chișinău. Lucrările sale au fost ilustrate de unul dintre cei mai importanți artiști plastici ai RSS Moldovenești, Igor Vieru, care a pictat și un portret al autorului. În 1967, Ioviță și cineastul Gheorghe Vodă lansează Se caută un paznic: o adaptare după „Ivan Turbincă” și una dintre mostrele de succes ale cinematografiei moldovenești timpurii, remarcată și prin partitura muzicală, compusă de Eugen Doga. Tot în acea perioadă, „Capra...” și „Punguța cu doi bani” au fost transformate în scurtmetraje animate (regia Anton Mater și Constantin Condrea). În 1978, compozitorul Zlata Tkach a creat o versiune de operetă a „Capra cu trei iezi”, pe un libret de Grigore Vieru.

### După 1989

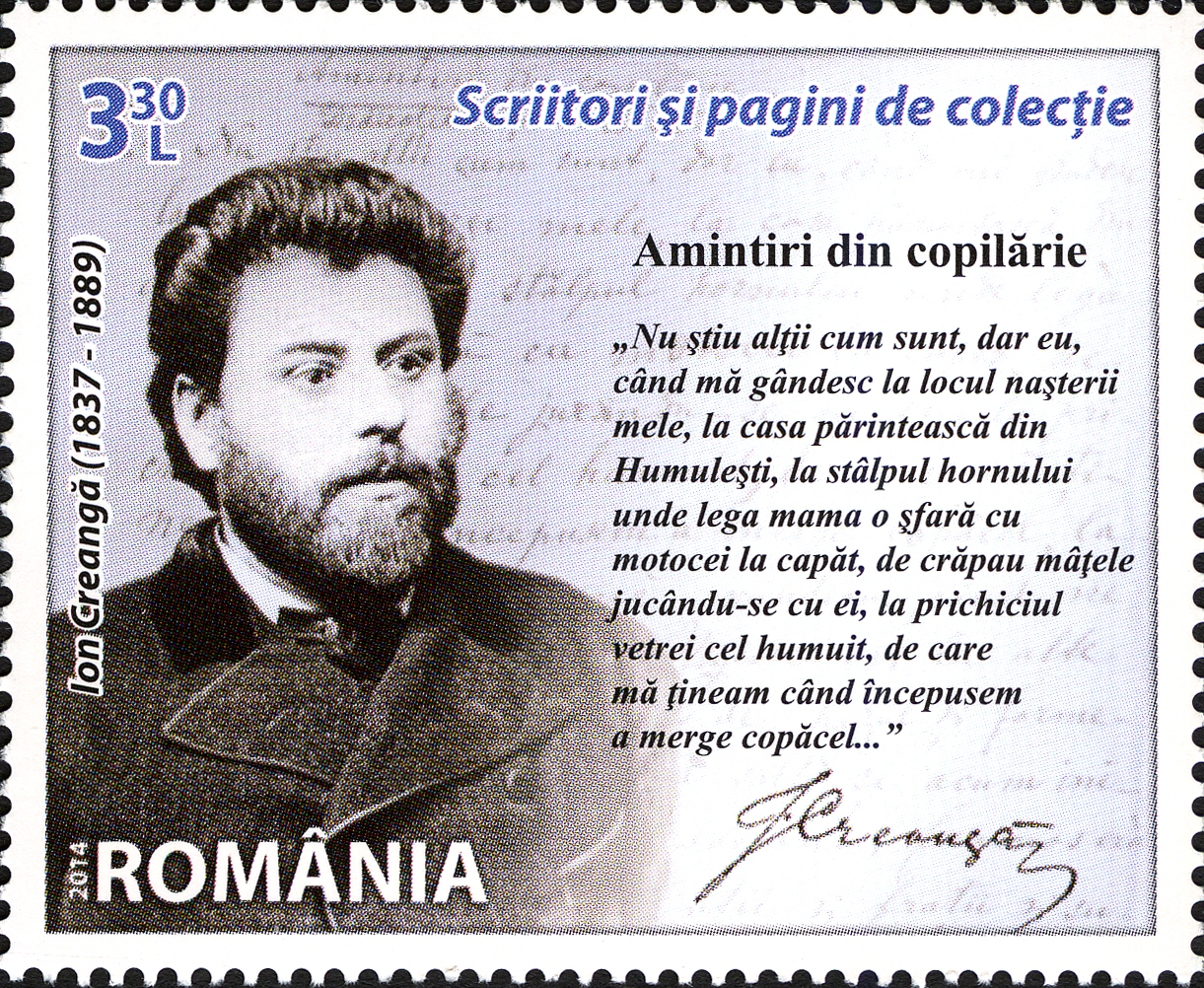
Creangă pe un timbru românesc din 2014

Revoluția din 1989, care a semnalat sfârșitul comunismului, a precedat îndeaproape dizolvarea Uniunii Sovietice. Relațiile reînnoite Moldova-România și demersurile către potențiala reunificare au fost consacrate prin evenimente din 1990 precum „Podul Florilor”. Ultimul turneu i-a văzut pe politicieni și delegați culturali moldoveni cerând și obținând să li se permită să viziteze Bojdeuca. În 1993, răspunzând unei petiții semnate de un grup de personalități culturale din Iași, Mitropolitul Daniel (viitorul Patriarh al Întregii Românii) a semnat o hotărâre de retragere postum a deciziei de excludere a Ion Creangă din rândul clericilor moldoveni. Publicul chestionat în cadrul unui program din 2006 produs de Televiziunea Română l-a nominalizat pe Creangă pe locul 43 dintre cei mai mari 100 de români. Printre noile monumente în cinstea scriitorului se numără un bust dezvelit la Târgu Neamț, opera sculptorului Ovidiu Ciobotaru. Patrimoniul asociat vieții lui Creangă a stârnit și el dezbateri: autoritățile locale din Târgu Neamț au fost criticate pentru că nu au întreținut amplasamentul din apropierea casei sale în cea mai bună stare, în timp ce Fălticenii, unde a locuit cândva, a fost scos la vânzare în mod controversat de proprietarii săi privați în 2009, într-o perioadă în care primăria nu și-a putut exercita dreptul de preemțiune.
Opera lui Creangă a fost și ea supusă redescoperirii și reevaluării. Acest lucru a presupus publicarea „corozivelor” sale, mai ales într-o ediție din 1998 intitulată Povestea poveștilor generației '80. Editat de Dan Petrescu și Luca Pițu, a prezentat o reelaborare postmodernă a Povestea poveștilor de către Mircea Nedelciu, un teoretician de prim rang al scriitorilor optzeciști. O ediție trilingvă a textului original al lui Creangă a fost publicată în 2006 ca proiect Humanitas, cu ilustrații realizate pentru ocazie de graficianul Ioan Iacob. Cartea includea versiuni ale textului în engleză (opera lui Alistair Ian Blyth) și franceză (tradusă de Marie-France Ionesco, fiica dramaturgului Eugène Ionesco), ambele fiind remarcate pentru că recurgeau exclusiv la argou învechit. În 2004, o altă povestire a lui Creangă a fost supusă unei interpretări postmoderne, cu romanul Relatare despre Harap Alb al lui Stelian Țurlea. În 2009, Țurlea a continuat cu o versiune a „Fata moșului și fata babei”; iar un an mai târziu, colegul său Horia Gârbea a publicat o interpretare personală despre „Povestea unui om leneș”. Poveștile didactice proprii ale lui Ion Creangă au rămas o prezență în programa românească după anul 2000, în special în domeniile educației care vizează elevii cei mai mici.
Noile filme bazate pe scrierile lui Creangă includ, printre altele, Tusea și junghiul de Mircea Daneliuc din 1992 (o adaptare după „Fata moșului ...”) și coproducția moldo-română a lui Tudor Tătaru Dănilă Prepeleac (1996). Au existat și câteva adaptări teatrale post-1989 ale textelor lui Ion Creangă, cu contribuții a diverși dramaturgi români. Unele dintre acestea sunt varianta lui Cornel Todea din „Harap Alb” (cu muzică de Nicu Alifantis), interpretarea lui Cristian Pepino despre „Capra cu trei iezi”,  Mihai Mălaimare ' (din „Prostia umană”) și Povestea poveștilor de Gheorghe Hibovski, un spectacol de teatru marginal folosind atât originalul lui Creangă, cât și textul lui Nedelciu.
Numele lui Creangă a fost atribuit mai multor instituții de învățământ, printre care Colegiul Național Ion Creangă din București, și unui premiu anual acordat de Academia Română. Există o comună Ion Creangă, în județul Neamț, iar străzi sau piețe au fost numite în cinstea scriitorului și în orașe din toată România: Târgu Neamț, Iași, Fălticeni, București, Arad, Brăila, Brașov, Cluj-Napoca, Craiova, Drobeta-Turnu Severin, Oradea, Ploiești, Sibiu, Suceava, Târgu Mureș, Tecuci, Timișoara, Tulcea etc. Un cartier din nordul Bucureștiului, lângă Colentina, este numit Ion Creangă. Numele lui Creangă a fost atribuit mai multor repere și instituții din Moldova post-sovietică. Printre acestea se numără și Universitatea Pedagogică de Stat Ion Creangă, fondată pe baza școlii normale din Chișinău.

## Scrieri
| - Capra cu trei iezi (1875) - Dănilă Prepeleac (1876) - Fata babei și fata moșneagului (1877) - Făt Frumos, fiul iepei (1877) - Povestea lui Harap-Alb (1877) - Ivan Turbincă (1878) - Povestea lui Ionică cel prost (1877) - Povestea lui Stan-Pățitul (1877) - Povestea porcului (1876) - Povestea poveștilor (1877-1878) - Povestea unui om leneș (1878) - Punguța cu doi bani (1875) - Soacra cu trei nurori (1875) - Acul și barosul (1874) - Cinci pâini (1883) - Inul și cămeșa (1874) - Ion Roată și Cuza-Vodă (1882) - Moș Ion Roată și Unirea (1880) - Păcală (1880) - Prostia omenească (1874) - Ursul păcălit de vulpe (1880) | - Moș Nichifor Coțcariul (1877) - Popa Duhul ([[1879]]) - Amintiri din copilărie (1879) - Fragment de autobiografie |

## Aprecieri critice

Bustul lui Ion Creangă din Suceava

Basmul ține de ciclul încercărilor grele, în care eroul trebuie să îndeplinească isprăvi extraordinare a căror realizare devine posibilă cu ajutorul unor însoțitori năzdrăvani sau al unor animale recunoscătoare. 

## Traduceri în limbi străine

### Traduceri în limba franceză
- Ion Creangă, Oeuvres choisies: Souvenirs d'enfance, Contes, Récits, traduction des Contes et des Récits par Elena Vianu, illustrations par A. Demian, Editions „Le Livre”, Bucarest, 1955
- Ion Creangă, Opere - Œuvres, Editura Meridiane, București, 1963, Editions «Meridiane», Bucarest, 1963, Ediție, prefață și glosar de George Călinescu, traduceri de Yves Augé (Souvenirs d'enfance) și Elena Vianu (Contes); traducerile au fost îngrijite de Simone Roland.
  - reeditare: Ion Creangă, Opere. Œuvres. Traducere de Yves Augé și Elena Vianu, București, Meridiane, 1965.

### Traduceri în limba maghiară
- Gyermekkorom emlékei (Amintiri din copilărie), traducere în limba maghiară de R. Berde Mária și Kiss Jenő, Állami Könyvkiadó, Bukarest, 1950.[146]